# 立陶宛外交部
立陶宛共和國外交部是立陶宛政府於1918年建立的部門，負責透過外交手段維護立陶宛國家主權與安全、確保國家長期可持續發展及國民福祉、在外國提供領事服務，並保護海外立陶宛公民的合法利益、促進出口及吸引外國投資，以提升立陶宛的經濟競爭力、加強與周邊鄰國的合作關係、積極參與歐洲聯盟、加強區域及國際安全，參與制定北約政策及促進跨大西洋國家合作等。這些政務都受《立陶宛憲法》、總統與總理公布的法令、國會通過的法律授權、施行。

## 職責
立陶宛外交部長由立陶宛總統依據總理的建議任命或解聘，受總統、總理與國會監督管轄，現任部長為格比亞魯斯·藍斯柏吉斯。部長負責處理其職權內的事務，並監督外交部政務、簽署國際協議、監督執行外交部所轄法規命令、監督外交部執行政府或總理發布的命令、提出外交法案、批准戰略規劃方案、發布年度報告、向政府及總統提出建議、任命或解任外交使節、劃定副部長的職權範圍、維繫正副部長間的合作關係，並協調監督外交部行政部門與駐外使團、領事機構和辦事處的日常運作。部長另有一個諮詢委員會，提供施政建議。

## 歷任部長
立陶宛民主勞工黨
  祖國聯盟－立陶宛基督教民主黨
  新聯盟
  立陶宛社會民主黨
  無黨籍
| 外交部長 | 外交部長                                | 外交部長                     | 外交部長                            | 外交部長       | 外交部長       | 外交部長 |
| 次序     | 姓名                                    | 政黨                         | 內閣                                | 任期           | 任期           | 任期     |
| 次序     | 姓名                                    | 政黨                         | 內閣                                | 上任日期       | 卸任日期       | 任期天數 |
| -------- | --------------------------------------- | ---------------------------- | ----------------------------------- | -------------- | -------------- | -------- |
| 1        | 阿爾吉爾達斯·紹達爾加斯 （1948年生）    | 祖國聯盟                     | 卡濟梅拉·布倫斯基恩內閣             | 1990年1月17日  | 1991年1月10日  | 358天    |
| 2        | 阿爾吉爾達斯·紹達爾加斯 （1948年生）    | 祖國聯盟                     | 阿爾貝塔斯·希梅納斯內閣             | 1991年1月10日  | 1991年1月13日  | 3天      |
| 3        | 阿爾吉爾達斯·紹達爾加斯 （1948年生）    | 祖國聯盟                     | 第一次格季米納斯·瓦格諾柳斯內閣     | 1991年1月13日  | 1992年7月21日  | 555天    |
| 4        | 阿爾吉爾達斯·紹達爾加斯 （1948年生）    | 祖國聯盟                     | 亞歷山德拉斯·阿比沙拉內閣           | 1992年7月21日  | 1992年12月17日 | 149天    |
| 5        | 波維拉斯·吉利斯 （1948年生）            | 立陶宛民主勞工黨             | 布羅尼斯洛瓦斯·盧比斯內閣           | 1992年12月17日 | 1993年3月31日  | 104天    |
| 6        | 波維拉斯·吉利斯 （1948年生）            | 立陶宛民主勞工黨             | 阿道法斯·什萊扎維丘斯內閣           | 1993年3月31日  | 1996年3月19日  | 1084天   |
| 7        | 波維拉斯·吉利斯 （1948年生）            | 立陶宛民主勞工黨             | 勞里納斯·斯坦科維丘斯內閣           | 1996年3月19日  | 1996年12月10日 | 266天    |
| 8        | 阿爾吉爾達斯·紹達爾加斯 （1948年生）    | 祖國聯盟                     | 第二次格季米納斯·瓦格諾柳斯內閣     | 1996年12月10日 | 1999年6月10日  | 912天    |
| 9        | 阿爾吉爾達斯·紹達爾加斯 （1948年生）    | 祖國聯盟                     | 第一次羅蘭達斯·帕克薩斯內閣         | 1999年6月10日  | 1999年11月11日 | 154天    |
| 10       | 阿爾吉爾達斯·紹達爾加斯 （1948年生）    | 祖國聯盟                     | 第一次安德留斯·庫比柳斯內閣         | 1999年11月11日 | 2000年11月9日  | 365天    |
| 11       | 安塔納斯·瓦利奧尼斯 （1950年生）        | 新聯盟                       | 第二次羅蘭達斯·帕克薩斯內閣         | 2000年11月9日  | 2001年7月12日  | 245天    |
| 12       | 安塔納斯·瓦利奧尼斯 （1950年生）        | 新聯盟                       | 第一次阿爾吉爾達斯·布拉藻斯卡斯內閣 | 2001年7月12日  | 2004年12月14日 | 1251天   |
| 13       | 安塔納斯·瓦利奧尼斯 （1950年生）        | 新聯盟                       | 第二次阿爾吉爾達斯·布拉藻斯卡斯內閣 | 2004年12月14日 | 2006年7月18日  | 581天    |
| 14       | 佩特拉斯·維蒂埃庫納斯 （1953年生）      | 無黨籍                       | 格迪米納斯·基爾基拉斯內閣           | 2006年7月18日  | 2008年12月9日  | 875天    |
| 15       | 維高達斯·烏薩克斯 （1962年生）          | 無黨籍                       | 第二次安德留斯·庫比柳斯內閣         | 2008年12月9日  | 2010年1月26日  | 413天    |
| 16       | 奧德羅尼烏斯·阿祖巴利斯 （1958年生）    | 祖國聯盟－立陶宛基督教民主黨 | 第二次安德留斯·庫比柳斯內閣         | 2010年1月29日  | 2012年12月13日 | 1049天   |
| 17       | 利納斯·安納塔斯·林克維丘斯 （1961年生） | 立陶宛社會民主黨             | 阿爾吉爾達斯·布特凱維丘斯內閣       | 2012年12月13日 | 2016年12月13日 | 1461天   |
| 18       | 利納斯·安納塔斯·林克維丘斯 （1961年生） | 立陶宛社會民主黨             | 薩烏留斯·思科威爾內里內閣           | 2016年12月13日 | 2020年12月11日 | 1459天   |
| 18       | 利納斯·安納塔斯·林克維丘斯 （1961年生） | 無黨籍                       | 薩烏留斯·思科威爾內里內閣           | 2016年12月13日 | 2020年12月11日 | 1459天   |
| 19       | 格比亞魯斯·藍斯柏吉斯 （1982年生）      | 祖國聯盟－立陶宛基督教民主黨 | 因格麗達·希莫尼特內閣               | 2020年12月11日 | 2024年12月12日 | 1462天   |
| 20       | 肯斯圖蒂斯·布德里斯 （1980年生）        | 無黨籍                       | 金陶塔斯·帕魯克斯內閣               | 2024年12月12日 | 現任           | 101天    |

## 外部連結
- 官方网站 （立陶宛文）（英文）（法文）（波兰語）（俄文）